# Jean-Paul Sèvres
 (janvier 2020).
Si vous disposez d'ouvrages ou d'articles de référence ou si vous connaissez des sites web de qualité traitant du thème abordé ici, merci de compléter l'article en donnant les références utiles à sa vérifiabilité et en les liant à la section « Notes et références ».
Jean-Paul Sèvres est un humoriste français. 
Fin des années 1960, il vit cinq ou six ans de dérive, tout le monde le connaît, il a les cheveux noirs. Il raconte à qui veut l'entendre qu'il est le plus jeune humoriste de France ou bien le plus mauvais peintre de la planète ou encore le mime le plus inconnu du siècle… Il se retrouve à l'Olympia à présenter les Rolling Stones… Eddie Barclay le remarque et lui propose d'enregistrer un disque… Il s'enfuit en grimpant à un réverbère… Mais le show-biz est tenace et il se retrouve en studio.
Metteur en scène de Pendant les travaux la fête continue de Patrick Font et Philippe Val, Jean-Paul Sèvres s'installe dans un squat de la rue de l'Ouest au début des années 70 et crée le Merdic théâtre auquel Jacques Martin fera un large écho dans son émission de télévision.
C'est là qu'il met le pied à l'étrier de nombreux jeunes artistes comme Jean-Jacques Peroni, Myriam Roustan et bien d'autres que l'on retrouvera plus tard au Petit théâtre de Philippe Bouvard.
Coluche, qui avait une sincère admiration pour lui, confiera un soir au Port du Salut qu'il est un des rares mecs de génie qu'il ait jamais rencontré, bien qu'aucune source ne permette de prouver la véracité de ces dires.
Auteur de nombreuses pièces de café-théâtres il est coauteur avec Luis Rego et Didier Kaminka de la pièce de théatre Viens chez moi, j'habite chez une copine dont sera tiré le film  de Patrice Leconte, il est  également auteur de nombreuses chansons, il signe beaucoup de textes avec son ami le chanteur Éric Vincent.
Parmi ses pièces :
- Envoyez la purée au Théâtre d’Edgar, 1989
- Tiens voilà deux boudins au Théâtre d’Edgar, 1986
- Pelouse interdite au Café de la Gare avec Patrice Bertrand, 1993
- Elles nous veulent toutes
- La Sous-tasse, Mélo d’Amélie, 1996-1997.
- Les Blaireaux sont fatigués (Jean-Paul Sèvres et Jean-Jacques Peroni) au Théâtre de Dix Heures avec Michèle Bernier.

Il est aujourd'hui responsable artistique avec Myriam Roustan de Il était une fois dans l'Yonne.